# Norbreck
Norbreck is een historisch Brits merk van motorfietsen, geproduceerd door de firma D.H.Valentine uit Wellingborough.
Voornamelijk werden motorfietsen met 269cc-Arden-tweetaktmotoren gemaakt, maar op bestelling konden ook modellen met 346- en 499cc-Blackburne-zijklepmotoren worden geleverd.
De productie begon in 1920, toen er een overvloed van kleine, Britse motorfietsproducenten ontstond, die insprongen op de behoefte aan goedkoop transport in het Verenigd Koninkrijk na de Eerste Wereldoorlog. Juist het grote aantal van deze merken betekende dat de concurrentie enorm was, temeer omdat grotere merken, die tijdens de oorlog niet alleen motorfietsen maar ook wapens voor het War Office hadden gemaakt, zich weer op de motorfietsmarkt begaven. Net als vele anderen kon Norbreck zich niet handhaven. In 1922 bracht men nog een model met een Moss-tweeversnellingsbak uit en ook een damesmodel, maar in dat jaar eindigde de productie.